# Sutton Grange
Sutton Grange är en by i civil parish North Stainley with Sleningford, i kommunen North Yorkshire, i grevskapet North Yorkshire, i England. Byn är belägen 5 km från Ripon. Sutton Grange var en civil parish från 1866 till 1988 då den blev en del av North Stainley with Sleningford. Civil parish hade 40 invånare år 1971. Byar nämndes i Domedagsboken (Domesday Book) år 1086, och kallades då Sudton/Sudtunen.